# Ропуха
Ропуха (Bufo) — рід родини Ропухові, ряду безхвості.
В Україні поширені:
- Ропуха звичайна (В. bufo L.), яку також називають земляна сіра жаба, до 20 см довжина, поширена у лісах, садах і луках у лісах і лісостепових смугах, зрідка у передгір'ях і на північних схилах Кримських гір;
- Ропуха очеретяна (В. calamita Laur.) у західних областях України.

## Види
- Bufo ailaoanus Kou, 1984
- Bufo andrewsi (Schmidt, 1925)
- Bufo aspinius (Yang, Liu, and Rao, 1996)
- Bufo bankorensis (Barbour, 1908)
- Bufo bufo (Linnaeus, 1758)
- Bufo cryptotympanicus (Liu & Hu, 1962)
- Bufo eichwaldi (Litvinchuk, Borkin, Skorinov, and Rosanov, 2008)
- Bufo exiguus (Qi, Lyu, Song, Wei, Zhong, and Wang, 2023)
- Bufo formosus (Boulenger, 1883)
- Bufo gargarizans (Cantor, 1842)
- †Bufo linquensis (Yang, 1977)
- Bufo luchunnicus (Yang and Rao, 2008)
- Bufo menglianus (Yang, 2008)
- Bufo minshanicus (Stejneger, 1926)
- Bufo pageoti (Bourret, 1937)
- Bufo praetextatus (Boie, 1826)
- Bufo sachalinensis (Nikolskii, 1905)
- Bufo spinosus (Daudin, 1803)
- Bufo stejnegeri (Schmidt, 1931)
- Bufo tibetanus (Zarevskii, 1926 "1925")
- Bufo tuberculatus (Zarevskij, 1926)
- Bufo tuberospinius (Yang, Liu, and Rao, 1996)
- Bufo verrucosissimus (Pallas, 1814)
- Bufo yongdeensis (Rao, Liu, Ma, and Zhu, 2022 "2020")
- Bufo yunlingensis Rao, Liu, Ma, and Zhu, 2022 "2020"